# Inspiratiepad

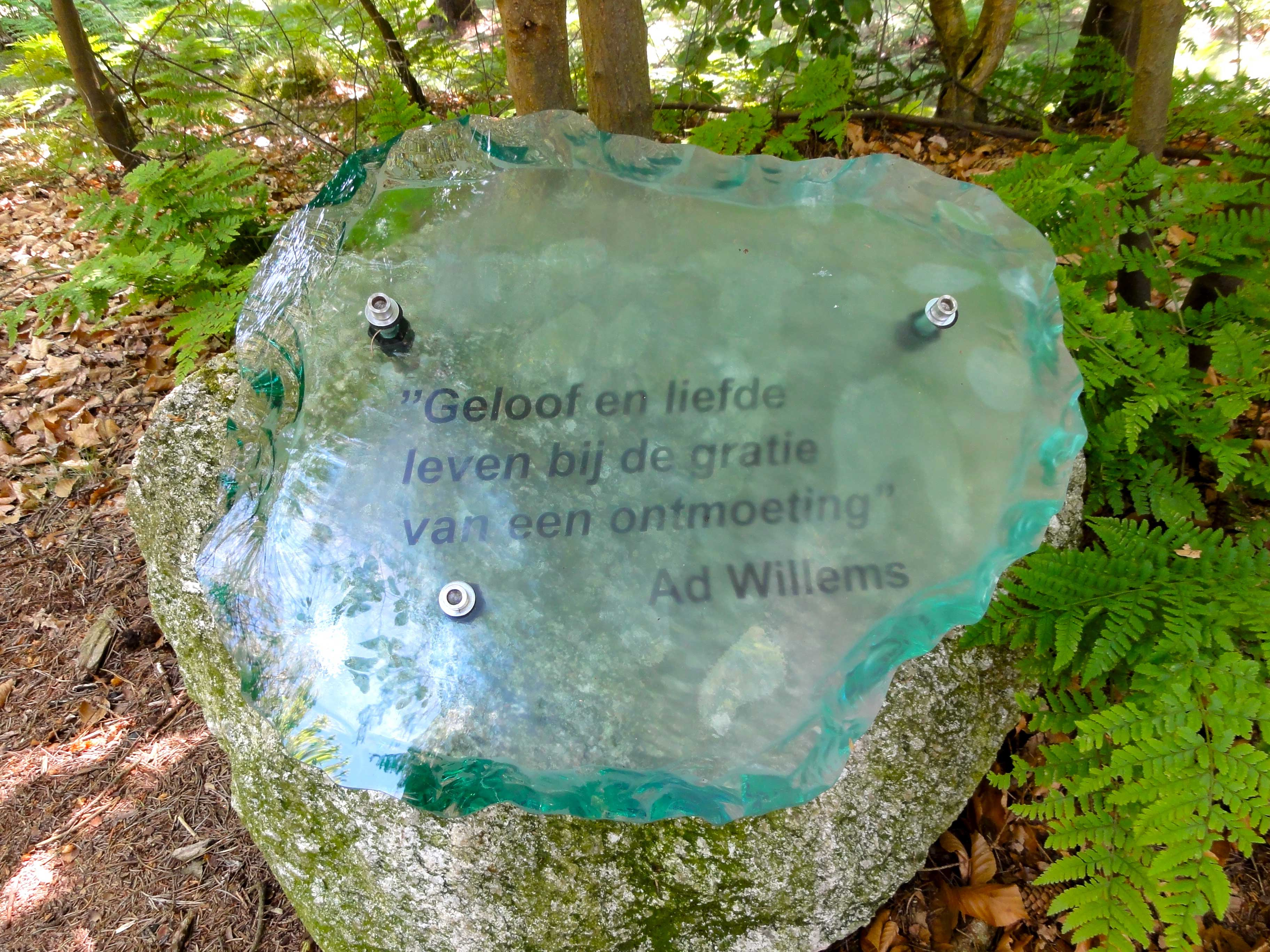
Eén van de teksten langs het Inspratiepad

Het Inspiratiepad is een pad met teksten van dichters, schrijvers en theologen, dat aangelegd is op het terrein van Buitengoed Fredeshiem in De Bult in de Nederlandse provincie Overijssel.
Het Inspiratiepad is een initiatief vanuit Buitengoed Fredeshiem, voorheen het doopsgezinde broederschapshuis. Het pad werd in 2005 aangelegd ter gelegenheid van het 75-jarig bestaan van Buitengoed Fredeshiem. Langs het pad zijn op zeven keien met gezandstraald glazen platen, teksten aangebracht die bedoeld zijn ter inspiratie voor wandelaars. Het zijn teksten van onder anderen Martin Buber, Hans Bouma, Bram Vermeulen, Ad Willems en Hans Andreus. Het terugkerende thema van het pad is ontmoeting, weergegeven door middel van een citaat van Buber op de eerste steen: Al het werkelijke leven is ontmoeting.